# فيسنا فولوفيتش
فيسنا فولوفيتش (بالصربية: Весна Вуловић) (بالإنجليزية: Vesna Vulovic)‏ (مواليد 3 يناير 1950 في بلغراد، صربيا - 23 ديسمبر 2016)، مضيفة طيران صربية سابقة. دخلت موسوعة غينيس للأرقام القياسية بالسقوط ناجية من أعلى ارتفاع وهو 10,160 متر (33,330 قدم)، بدون مظلة باراشوت.
الحادثة وقعت في 26 يناير 1973م حينما تحطمت طائرة JAT Flight 367 والتي كانت هي مضيفة على متنها. على الرغم من غموض الحادثة إلا أن المؤكد هو سقوط بقايا الطائرة من ارتفاع 10,160 متر وأصبحت فيسنا فولوفيك الناجي الوحيد حيث تم إسعافها إلى المشفى وأُجريت لها عدة عمليات جراحية. يذكر أن فيسنا فولوفيك طردت من عملها عام 1990 وذلك لمعارضتها النظام الحاكم بقيادة سلوبودان ميلوسيفيتش.